# قاتلان زنده
«قاتلان زنده» آلبومی از کوئین است که در سال ۱۹۷۹ میلادی منتشر شد.